# Elert Bode
Elert Bode (* 6. April 1934 in Breslau; † 29. März 2025 in Schweinfurt) war ein deutscher Schauspieler, Theaterregisseur und Theaterintendant.

## Leben und Wirken
Bode erhielt seine schauspielerische Ausbildung bei Günther Seeker, dem Leiter der Jungen Bühne in Goslar. Er gab 1956 sein Debüt beim Theater im Kleinen Raum in Münster. Dort arbeitete er auch als Dramaturg und Regieassistent. 1957 gründete er in Paderborn die Westfälischen Kammerspiele, deren Intendant er bis 1970 war.
Von 1970 bis 1976 leitete er als Intendant die Württembergische Landesbühne Esslingen. 1976 wurde er Intendant der Stuttgarter Komödie im Marquardt, 1984 zusätzlich des dortigen Alten Schauspielhauses. Er trat an seinen Häusern auch als Schauspieler auf und übernahm häufig die Regie. Zu seinen Rollen gehörten die Titelfigur in Torquato Tasso, Mephisto im Urfaust, Jupiter in Amphitryon, Elwood P. Dowd in Mein Freund Harvey, General in Anouilhs Der Walzer der Toreros, Peer Bille in dem Curt-Goetz-Stück Hokuspokus und die Titelrolle in Kipphardts In der Sache J. Robert Oppenheimer. Im August 2002 übergab er die Theaterleitung an Philip von Maldeghem, blieb aber weiterhin als Schauspieler und Regisseur aktiv.
Daneben übernahm Bode häufig Engagements für das Fernsehen, vorwiegend in Krimiserien. In Heinrich Breloers Dokumentarspiel Speer und Er (2005) verkörperte Bode Konstantin Freiherr von Neurath.
Elert Bode war ein Urururenkel des Astronomen Johann Elert Bode.

## Auszeichnungen
- 1970: Kulturpreis der Stadt Paderborn
- 1995: Bundesverdienstkreuz am Bande
- 1999: Staufermedaille des Landes Baden-Württemberg
- 2001: Silbernes Blatt der Dramatiker Union
- 2003: Verdienstmedaille des Landes Baden-Württemberg

## Filmografie
| - 1965: Nachruf auf Egon Müller - 1966: Standgericht - 1967: Liebesgeschichten (TV-Serie, eine Folge) - 1968: Madame Bovary (Mehrteiler) - 1968: Der Nachruf - 1970: Wie ein Blitz (TV-Dreiteiler) - 1970: Drücker - 1971: Chopin-Express - 1974: Tatort – Gefährliche Wanzen - 1975–76: Eurogang (Serie) - 1977: Gefundenes Fressen - 1977: Die Teufelsbraut - 1978: Liebling, ich bin da - 1978: 1982: Gutenbach - 1978: Das Wunder der Erziehung - 1978: St. Pauli-Landungsbrücken (TV-Serie, eine Folge) - 1979: Der Mörder - 1979: Tatort – Maria im Elend - 1979: Mein Vater, der Kommissar – Keine Spur von Rita - 1980: Lucilla - 1980: Jan vom goldenen Stern - 1982: Der Zubringer - 1982: Unheimliche Geschichten (Fernsehserie, Folge 3) – Zwei Augen im Dunkel - 1983: Der Tunnel - 1984: Das Tor zum Glück - 1986: Der X-Bericht – Die geheime Mission des „Ochsensepp“ - 1986–1996: Derrick (TV-Serie, fünf Folgen) - 1986: Tatort – Einer sah den Mörder - 1987: Ein Fall für zwei (TV-Serie, Folge Tatzeit) - 1987: Tatort – Eine Million Mäuse - 1988: Eichbergers besondere Fälle (Serie) - 1989: Hanna Monster, Liebling | - 1990: Insel der Träume (Serie) - 1991: Tassilo – Ein Fall für sich (Serie) - 1996: Der Schattenmann (Mehrteiler) - 1997: Porträt eines Richters - 1997, 1998: Der Alte (TV-Serie, zwei Folgen) - 1997: Tatort – Bienzle und der tiefe Sturz - 1998: Polizeiruf 110: Hetzjagd - 1998: Polizeiruf 110: Tod und Teufel - 1998: Tatort – Bienzle und der Champion - 1999: Tatort – Bienzle und der Zuckerbäcker - 1999: Rosamunde Pilcher – Klippen der Liebe - 1999: Der Unbestechliche - 2000: Tatort – Bienzle und der Mann im Dunkeln - 2000: Enthüllung einer Ehe - 2000: Deutschlandspiel - 2000: Weihnachten auf Eis - 2001: Polizeiruf 110: Fluch der guten Tat - 2002: Ich hab es nicht gewollt – Anatomie eines Mordfalls - 2003: Der Bulle von Tölz (TV-Serie) - 2005: Speer und Er (Mehrteiler) - 2007: Reine Geschmacksache - 2007: Drei teuflisch starke Frauen – Eine für alle - 2007: Pfarrer Braun: Das Erbe von Junkersdorf - 2008: Buddenbrooks - 2011: Carl & Bertha - 2011: Die Rosenheim-Cops – Mord ist aller Laster Anfang - 2011: In aller Freundschaft – Machtlos - 2017: Laible und Frisch – Do goht dr Doig |